# Thomas Charles Van Flandern
Thomas Charles Van Flandern (Cleveland, 26 giugno 1940 – Seattle, 9 gennaio 2009) è stato un astronomo statunitense.
Thomas Charles Van Flandern, più conosciuto come Tom Van Flandern è stato un astronomo statunitense specializzatosi in Meccanica celeste e divenuto noto internazionalmente anche al di fuori dell'ambiente professionale per le sue teorie, spesso non condivise dalla maggior parte dei suoi colleghi. Si è interessato all'astronomia fin da giovanissimo. In campo astronomico e fisico si è interessato in particolare di meccanica celeste, del sistema solare, di eclissi solari, di asteroidi, di asteroidi binari, di comete, di relatività, di fisica quantistica, di scale temporali: oltre all'astronomia si è interessato anche alla biochimica.
Nel 1991 ha fondato la Meta Research, un'organizzazione non a scopo di lucro che si occupa di ricerche astronomiche al di fuori dei filoni di ricerca supportati dalla maggioranza degli astronomi; in tale ambito era l'editore del Meta Research Bulletin.
Van Flandern è stato membro dell'Unione Astronomica Internazionale, dell'American Astronomical Society, dell'American Association for the Advancement of Science, del National Capital Astronomers, dell'American Geophysical Union e della Society for Scientific Exploration.

## Biografia
Van Flandern si è sposato nel luglio 1963 con Barbara Ann Weber: hanno avuto quattro figli, Michael, Constance, Brian e Kevin. Van Flandern è morto a causa di un tumore del colon. Van Flandern ha vissuto e lavorato principalmente a Washington (Distretto di Columbia) e ha trascorso gli ultimi anni della sua vita a Sequim (Washington).

## Studi
Nel 1958 Van Flandern entrò nella Xavier University a Cincinnati (Ohio) ottenendovi nel 1962 un B.S. in Matematica: durante lavori effettuati nelle vacanze estive imparò anche a programmare computer creando software astronomici. L'anno seguente studiò Astronomia all'Università di Georgetown a Washington. Nel 1969 ha conseguito il Ph.D. in Astronomia presso l'Università Yale a New Haven 
(Connecticut) con la tesi "A discussion of 1950-1968 occultations of stars by the Moon" (Disamina delle occultazioni lunari di stelle avvenute nel periodo 1950-1968).

## Carriera
Mentre frequentava la scuola secondaria organizzò un gruppo, il Cleveland Moonwatch team, per osservare i primi satelliti artificiali.
La parte principale della carriera di Van Flandern si è svolta presso l'United States Naval Observatory (USNO) ove ha lavorato dal 1963 al 1983 iniziando dall'ufficio dell'Almanacco nautico fino a ricoprire la carica di responsabile della Direzione Meccanica celeste. All'USNO si è occupato dell'edizione dell'Almanacco nautico (The Nautical Almanac), delle occultazioni di stelle da parte della Luna.
Tra la fine del 1981 e l'inizio del 1982 insegnò presso l'Università della Florida Meridionale a Tampa (Florida). Dal 1992 al 2000 ha lavorato presso il dipartimento di Fisica dell'Università del Maryland e dall'ottobre 1997 all'ottobre 1998 anche come consulente presso l'Army Research Laboratory ad Adelphi (Maryland) per il miglioramento del sistema GPS.

## Ricerche astronomiche
Dall'eclissi solare del 7 marzo 1970 Van Flandern ha cominciato osservazioni del limite Nord e Sud della fascia di totalità delle eclissi totali di sole per determinare il diametro solare.
Nel 1976 Van Flandern affermò che 60 comete a lungo periodo avevano un'origine comune.
Nel 1978 teorizzò la possibile esistenza di asteroidi binari che cominciarono ad essere effettivamente scoperti solo anni più tardi, il primo dei quali, 243 I Dattilo un satellite dell'asteroide 243 Ida fu scoperto dalla Sonda spaziale Galileo il 28 agosto 1993.
Nel 2000, assieme a Esko J. Lyytinen, fece delle previsioni sull'attività delle Leonidi.

## Altre attività
Van Flandern ha svolto nel corso degli anni parecchie attività:
- dal 1982 al 1991 ha venduto personal computer[2].
- ha organizzato viaggi per osservare le eclissi solari[5] e sciami meteorici[2].
- ha sviluppato software per la predizione di occultazioni lunari[3] ed in particolare per le occultazioni lunari radenti[8].
- ha partecipato alla scelta e stesura delle traiettorie di numerose missioni spaziali tra le quali la ISEE-3/ International Cometary Explorer e la NEAR Shoemaker[8].

## Opere
Selezione di articoli significativi di Van Flandern:
- Minor satellites and the Gaspra encounter (1992)[12].
- Dark Matter, Missing Planets and New Comets (1993)[1]
- The Speed of Gravity – What the Experiments Say (1998)[13].
- Predicting the strength of Leonid outbursts (agosto 2000)[14].
- What the Global Positioning System Tells Us about theTwin’s Paradox (gennaio 2003)[15].
- The challenge of the exploded planet hypothesis (luglio 2007)[16].
- The nature of comets: big surprises. (2008)[17].
- Centerline or Edge: Where to View a Total Solar Eclipse (2015)[18].

## Riconoscimenti
Nel maggio 1974 gli fu assegnato il secondo premio della Gravity Research Foundation.
Nel 2000 gli fu assegnato il premio Washington Academy of Sciences Awards per l'Astronomia.
Gli è stato dedicato un asteroide, 52266 Van Flandern.